# Alf Prøysen
Alf Prøysen (urspr. Olafsen, namnet Prøysen tog han efter den gård där han växte upp), född 23 juli 1914 i Ringsaker, Hedmark fylke, död 23 november 1970 i Nittedal, Akershus fylke, var en norsk författare och visdiktare.

## Biografi
Alf Prøysen debuterade 1948 som visdiktare och vissångare och har skrivit noveller, visböcker, en roman samt barnböcker. Många av sina texter skrev han också på hedmarksdialekt vilket gjorde att dialekten blev känd i hela Norge och fick ett mycket högre anseende än den tidigare haft. Prøysen arbetade också under många år med barnprogram i norsk radio och TV.
Han blev allmänt känd i Sverige genom sin nedteckning och inspelning av Lilla vackra Anna av Bengt Henrik Alstermark 1824.
Hans berättelser om Teskedsgumman är lika populära i Sverige som i Norge och var underlag för julkalendern i svensk TV 1967.
Alf Prøysen blev nära vän med Ulf Peder Olrog, som översatte hans visor och böcker. På 1950- och 1960-talen bytte de ofta visor med varandra. Bland annat har Prøysens "Musevisa" (som ingick i en barnbok 1949, och som Olrog översatte till "Mössens julafton") blivit en nästan lika omtyckt julvisa i Sverige.
Både Prøysen och Olrog hade en överenskommelse att göra vad de ville med texterna när de översatte dem. När Olrogs verk översattes till norska placerade Prøysen ofta handlingen i Norge: Storken Ibrahim (samma på norska), Samling vid pumpen (Næsning på Hamarmartn), Resan till Chytereæ (Så seile vi på Mjøsa) och Köp en tulpan annars får'u en snyting (Kjöp en fiol ellers får du en blåveis). Olrog gjorde inga egna tolkningar utan översatte för det mesta rakt av till svenska. Olrogs och Prøysens samarbete har undersökts närmare av Bosse Westling i en uppsats vid Mälardalens högskola (publicerad i Prøysens Venners årsbok 2002).
Bland Alf Prøysens populära schlagertexter med mera kan nämnas; Du ska få en dag i morgon, Tango för två, Sunnanvindsvalsen och Stenröset bort i backen.
Som kuriosa kan nämnas att Prøysen först skrev Stenröset bort i backen på svenska under titeln Bland björkarna invid kojan. Det var inte ovanligt att norska visdiktare vid den här tiden skrev texter på svenska. De tyckte att det lät bättre än på modersmålet. (Jämför med dagens svenska artister som gärna skriver på engelska, eftersom de tycker det låter så banalt att skriva på svenska.)
Prøysen blev ombedd att göra en norsk version av visan och den har med åren blivit något av hans signaturmelodi. Fast innehållet är helt uppdiktat vill man gärna förlägga handlingen till det stenröse som finns i backen nedanför Prøysenstugan. Ett hedersstenröse  finns också upplagt utanför radiohuset i Oslo, som en påminnelse om Prøysens stora popularitet som radiopersonlighet under 1950- och 1960-talen.
Alf Prøysen avled den 23 november 1970 av cancer. Han ligger begraven i Æreslunden på Vår Frelsers gravlund i Oslo.

## Produktion

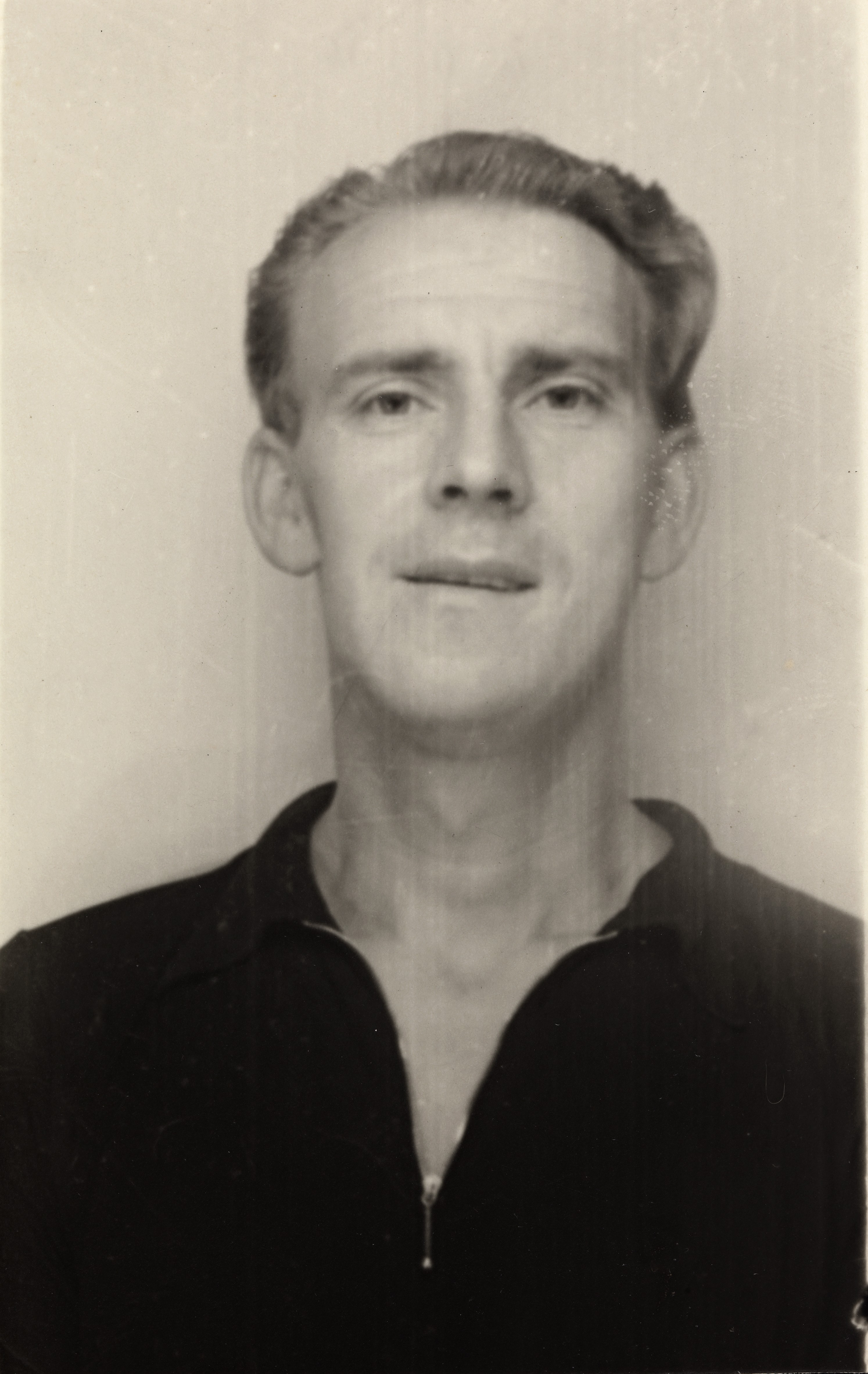
Alf Prøysen som ung.

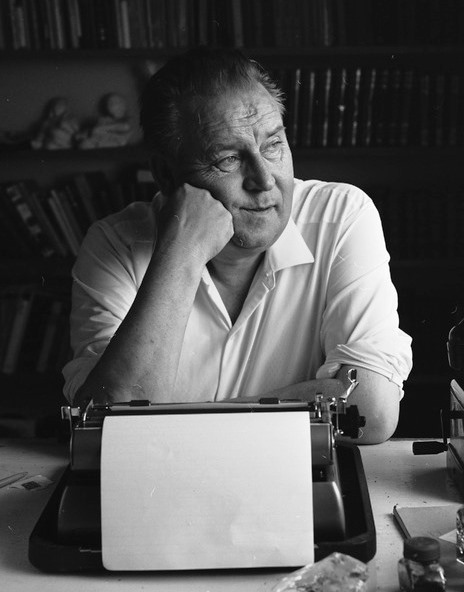
Alf Prøysen, 1964.

Åren avser de första norska utgåvorna. Prøysens texter har senare blivit återutgivna, inte minst i många antologier. Flera texter blev emellertid först utgivna på svenska, vilket till exempel gäller flera berättelser om Teskedsgumman.

### Samlingar med dikter och visor
- Drengstu'viser (1948)
- Viser i tusmørke (1951)
- 12 viser på villstrå (1964)
- Så seiler vi på Mjøsa i en sprukkin holk (1969)
- Lørdagskveldsviser (1971)

### Musikaliska alster
Texter fritt tolkade efter Ulf Peder Olrog
- Dovreslow (Bergakungens land)
- Et øre mer for mjølka (Ett öre mer för mjölken)
- Fire skjeggete sersjanter (Fyra skäggiga furirer)
- Kjøp en fiol (Köp en tulpan)
- Springstepp (Nig å kuta runt)
- På ei slette inni skauen (På en liten smutsig bakgård)
- Så seile vi på Mjøsa (Resan till Chyteræ)
- Næsning på Hamarmarten (Samling vid pumpen)
- Schottis i Valhall (Schottis på Valhall)
- Storken Ibrahim (Storken Ibrahim)
- Tør du å legge tegnestift (Sången om Pur Finland)
- Tingeltangel i natt (Tingel-tangel i natt)
- Tango for TV (Vi skulle plundrat en chokladautomat)
- Rosenbloms trio (Överallt valsa de)

### Roman
- Trost i taklampa (1950; även som pjäs, musikal och film)
  - Trastsommar (översättning Karl-Hampus Dahlstedt, visorna i bearbetning av Ulf Peder Olrog, Folket i bild, 1954)

### Noveller och kort prosa
- Dørstokken heme. Hedmarksfortellinger (1945)
- Utpå livets vei (1952)
- Matja Madonna (1955)
- Kjærlighet på rundpinne (1958)
- Muntre minner fra Hedemarken (1959)
- Jinter je har møtt (1972, "Lørdagsstubber")
- Onger er rare (1973, "Lørdagsstubber")
- Kjærtegn (1974, "Lørdagsstubber")
- Livets sekund (1975, "Lørdagsstubber")
- Tia og timen (1998, "Lørdagsstubber")
- Spaserveger i granskog (1998, "Lørdagsstubber")

### Pjäs
- To pinner i kors, 1954

### Barnböcker
- Musevisa (1949)
- Lillebrors viser (1949)
- Teddybjørnen og andre viser (1950)
- Kjerringa som ble så lita som ei teskje (1957)
  - Gumman som blev liten som en tesked (översättning och bearbetning Ulf Peder Olrog, Rabén & Sjögren)
- Alle tiders gullhøne, 1959 (Innehåller flera noveller som har blivit kända som bilderböcker: Skomaker-dokka, Den vesle gutten og julenissetoget, Snekker Andersen og julenissen, Jenta som lærte kongen å spise havregrøt)
- Sirkus Mikkelikski (1963)
  - Cirkus Mickel (översättning Inga Olrog, Rabén & Sjögren, 1967)
- Den grønne votten (1964)
  - Den gröna vanten (Rabén & Sjögren, 1965)
- Teskjekjerringa i eventyrskauen (1965)
  - Teskedsgumman i sagoskogen (översättning Inga och Ulf Peder Olrog, Rabén & Sjögren, 1968)
- Teskjekjerringa på camping (1967)
  - Teskedsgumman på camping (översättning Inga och Ulf Peder Olrog, Rabén & Sjögren, 1969)
- Teskjekjerringa på julehandel (1970)

### Memoarer
- Det var da det, og itte nå (1971; postum, efter radiomanuskript)

## Priser och utmärkelser
- Kultur- och kyrkodepartementets priser för barn- och ungdomslitteratur 1957 för Kjerringa som ble så lita som ei teskje
- Kultur- och kyrkodepartementets priser för barn- och ungdomslitteratur 1963 för Sirkus Mikkelikski
- Kultur- och kyrkodepartementets priser för barn- och ungdomslitteratur 1964 för Den grønne votten
- Kultur- och kyrkodepartementets priser för barn- och ungdomslitteratur 1967 för Teskjekjerringa på camping